# 青森県道35号五所川原岩木線
青森県道35号五所川原岩木線（あおもりけんどう35ごう ごしょがわらいわきせん）は、青森県五所川原市から弘前市に至る県道（主要地方道）である。

## 概要
五所川原市大字前田野目で国道101号から分岐し、南方向へ進んで津軽自動車道と立体交差後に西または南西方向に進路を変える。北津軽郡板柳町五幾形でバイパス道路と分岐し、現道はJR東日本五能線の板柳駅付近を通り、国道339号と重複したのちに岩木川を渡って、弘前市大字賀田1丁目で青森県道3号弘前岳鰺ケ沢線に接続する。
2006年（平成18年）には板柳町五幾形字飯田から同町石野の特別養護老人ホーム鶴住荘入口付近の区間でバイパスが、2015年（平成27年）12月11日には板柳町掛落林から同町石野の掛落林工区が、それぞれ完成し、2003年（平成15年）11月7日に開通した青森県道125号小友板柳停車場線津軽りんご大橋方面と繋がった。

### 路線データ
- 起点：五所川原市[2]（国道101号交点）
- 終点：弘前市[2]（青森県道3号弘前岳鰺ケ沢線交点）

## 歴史
- 1983年（昭和58年）1月11日 - 県道に認定される[2]。
- 1993年（平成5年）5月11日 - 建設省により県道五所川原岩木線が主要地方道五所川原岩木線に指定される[3]。

## 路線状況

### バイパス
- 支線 : 北津軽郡板柳町五幾形 - 北津軽郡板柳町掛落林（終点では現道と接続していない）

### 重複区間
- 国道339号・青森県道125号小友板柳停車場線 : 板柳町板柳土井地内
- 青森県道37号弘前柏線 : 弘前市青女子桂川 - 弘前市青女子桜苅

## 地理

### 通過する自治体
- 五所川原市
- 北津軽郡板柳町
- 弘前市

### 交差する道路
- 国道101号（五所川原市前田野目、起点）
- 青森県道34号五所川原浪岡線（五所川原市高野）
- 青森県道196号五林平藤崎線（北津軽郡板柳町夕顔関）
- 青森県道196号五林平藤崎線・五所川原広域農道（北津軽郡板柳町夕顔関）
- 青森県道38号五所川原黒石線（北津軽郡板柳町大俵富永）
- 青森県道35号五所川原岩木線バイパス（支線）
- 国道339号バイパス・青森県道137号七ツ館板柳線（北津軽郡板柳町福野田）
- 国道339号（青森県道125号小友板柳停車場線重複）（北津軽郡板柳町板柳土井）
- 国道339号・青森県道125号小友板柳停車場線（北津軽郡板柳町板柳土井）
- 青森県道37号弘前柏線（弘前市青女子）
- 青森県道31号弘前鯵ケ沢線（弘前市高杉山下）
- 青森県道41号弘前環状線（弘前市富栄）
- 青森県道3号弘前岳鰺ケ沢線・青森県道129号関ケ平五代線（弘前市賀田1丁目、終点）

#### 交差する道路（支線）
- 青森県道137号七ツ館板柳線
- 国道339号バイパス
- 国道339号・青森県道125号小友板柳停車場線（支線終点）

### 沿線の施設など
- 高野郵便局
- 津軽みらい農業協同組合沿川支店
- 板柳町立板柳中学校
- 津軽みらい農業協同組合板柳支店
- 弘前市立船沢中学校
- 弘前市立船沢小学校
- 船沢郵便局
- みちのく銀行岩木支店
- 岩木郵便局